# Andrea Vettoretti
Andrea Vettoretti (Treviso, 1974) è un chitarrista e compositore italiano.

## Biografia
Si avvicina allo studio della chitarra classica a dieci anni e nel 1998 si diploma con il massimo dei voti al Conservatorio “G. Rossini” di Fermo. Continua gli studi in Francia presso l' “École Normale de Musique” di Parigi, sotto la guida del M° Alberto Ponce, dove ottiene il “Diplome Suérieur de Execution” e il “Diplome Supérieur de Concertiste”. Durante il periodo parigino entra in contatto con musicisti quali Mstislav Rostropovitch, Alicia de Larrocha, Stephen Dogson, David Russell.
Ha vinto diversi Concorsi Musicali Nazionali ed Internazionali tra cui:
- il “Città di Varenna”;
- il “Benvenuto Terzi” di Bergamo;
- il “Rovere d'oro” di Imperia, il “Premio Subinates” in Svizzera;
- la XV edizione della prestigiosa selezione A.R.A.M. di Roma, Concorso aperto a tutte le discipline strumentali in collaborazione con il Ministero Degli Esteri.

Alla XXXII edizione della “ Grolla d'oro ” (Premio Internazionale d'Arte) gli è stata conferita una Targa per la Musica Classica a riconoscimento dei suoi meriti artistici.
Vettoretti è un artista della casa discografica CNI Music e svolge prevalentemente un'attività concertistica che lo vede coinvolto in Festival Nazionali ed Internazionali; suona regolarmente in Italia, Francia, Svizzera, Spagna, Messico, Polonia, Germania, Irlanda, Austria, Canada, Stati Uniti, Sud America e Australia.
Il suo interesse all'arricchimento del repertorio chitarristico lo ha portato negli anni a collaborare con vari autori, molti dei quali (Andrew York, Simone Iannarelli, Stella Sung, Eduardo Martin, Laurent Boutros, Renato Grandin, Massimo Scattolin, Roberto Fabbri, Ganesh Del Vescovo, Stefano Casalini, Marco Gammanossi) gli hanno dedicato le loro opere. Per la realizzazione dell'Album RAIN ha inoltre collaborato con 15 scrittori che gli hanno dedicato testi e poesie, tra questi ricordiamo la giornalista e scrittrice Eugenia Romanelli.
A gennaio 2016 Andrea Vettoretti vince con il video "Sensations" il premio "Best Music Video ambiental/instrumental" conferito da "Akademia".
Dal 2017 si occupa anche di didattica pubblicando, per Edizioni Musicali Sinfonica, Il Carnevale degli animali: 12 studi per chitarra ispirati alle musiche di Camille Saint-Saens e dedicati agli studenti di questo strumento.
Il suo album Wonderland è stato prodotto da Paolo Dossena per CNI Music e ripubblicato nel 2019 sotto licenza della Pirames International.
È direttore artistico del Festival Delle Due Città Treviso-Roma. Dal 2019 la parte Romana del Festival è stata trasferita a Venezia.
Nel 2019 inizia una collaborazione con l’attore Michele Placido con lo spettacolo L’uomo dal fiore in bocca di Luigi Pirandello con musiche originali di Andrea Vettoretti.
Nel 2021 debutta al Teatro la Fenice di Venezia con lo spettacolo “Quantum One” con proprie musiche dedicate all’Universo con l’attrice Sabrina Impacciatore.
Nel 2023 inizia la collaborazione con l’attrice Violante Placido con una nuova versione dello spettacolo Quantum One con le proprie musiche.
Scrive per la rivista Rewriters.it nel suo blog di musica Contrattempo.
È docente al Conservatorio "Giuseppe Tartini" di Trieste.

## Discografia
- “Sonate” Rivoalto (2000)
- “Reminiscenze” Phoenix Classics (2003)
- "Tra le Corde" Sinfonica (2004)
- "World Dances" Sinfonica (2005)
- “Italian Coffee” Urtext Digital Classics (2008)
- "Oh Sole Mio" Sinfonica (2009)
- "Teatro dei Pazzi" Bianco&Nero (2013)
- "Sensations" CNI - Compagnia Nuove Indye (2013)
- "Guitar Sonatas" Newton (2013)
- "Italian Coffee" Bianco&Nero (2014)
- "Rain" CNI Unite (2015)
- "Once Upon a Time" Holly Music (2016)
- "Wonderland" CNI (2017)
- "Quantum One" CNI (2022)